# A8 (míssil)

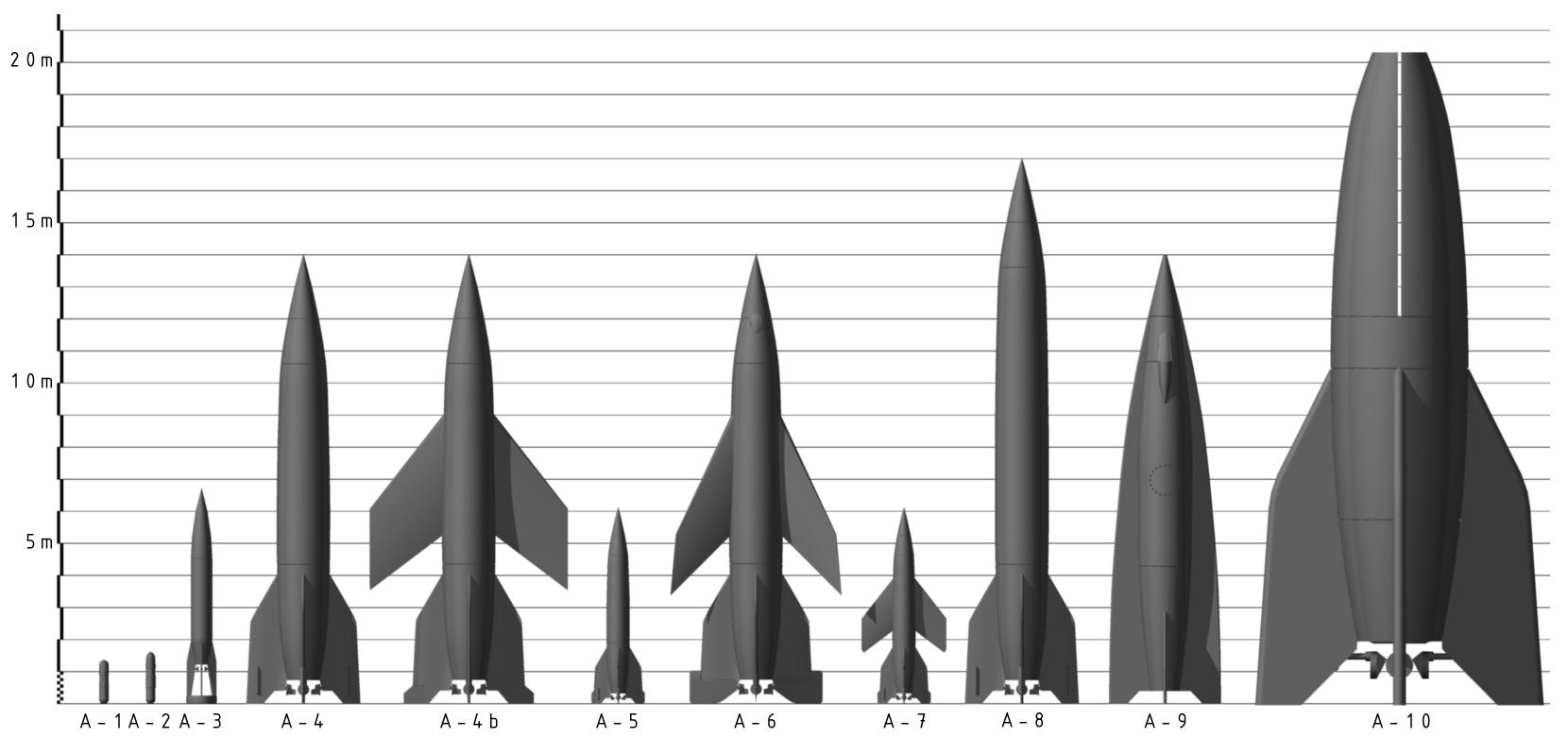
Família dos foguetes A.

Agregado-8, em alemão: Aggregat-8, literalmente Agregado-8, ou simplesmente Montagem-8, foi a designação de um projeto da série Aggregat, considerado o sucessor do A-4 durante todo o ano de 1941. Tratava-se de um A-4 simplificado porém maior,

## Características
Com alcance aumentado para 450 km e um motor de 30 toneladas de empuxo movido a ácido nítrico e óleo diesel desenvolvido por Helmut Zborowski na BMW de Berlin-Spandau. Esta combinação de propelentes começou a ser estudada pelo chefe da Divisão de Propulsão, Walter Thiel, na primavera de 1941, mas em 1942, o A-8 aparentemente caiu no esquecimento. Os problemas que apresentava de falta de estabilidade aerodinâmica, a pressão para acelerar o desenvolvimento do A-4 e a própria escassez de óleo diesel parecem ter contribuído para o fim deste projecto.
Durante a segunda metade de novembro de 1941, Walter Dornberger discutia com von Braun qual míssil sucederia ao A-4, as opções eram o A-8 e o A9. Dornberger acabaria por escolher o A-8, porque acreditava que o desenvolvimento de um sistema de propulsão de ácido-nitríco/óleo diesel era mais realizável do que a aplicação de asas e controles aerodinâmicos ao A-4, conforme sugeria o projeto A-9. Os problemas da concepção de um novo motor eram mais confortáveis a um artilheiro do que as complexas e quase desconhecidas leis da aerodinâmica para altas velocidades. Mas Dornberger teve dificuldade em fazer cumprir as suas ordens na equipe de investigadores de Peenemünde com os trabalhos no A-7, uma versão do A-5 com asas, um míssil para testar o conceito de um míssil planador. Só em 10 de outubro de 1942 é que o trabalho seria realmente cancelado. Dois A-7 sem motores tinham sido entretanto concluídos e testados no ar em reboques, revelando esses testes resultados considerados medíocres. Os trabalhos seriam abandonados no final de 1942.